# Пам'ятник Висоцькому (Мелітополь)

Пам'ятник Володимиру Висоцькому в Мелітополі

Пам'ятник Володимиру Висоцькому в Мелітополі — скульптура Володимира Висоцького, встановлена в  Мелітополі на  проспекті Богдана Хмельницького.

## Будівництво пам'ятника
Пам'ятник був відкритий 24 вересня 2000 року. Автором пам'ятника був заслужений скульптор України, дніпропетровець Костянтин Чеканов, який через важку хворобу не дожив до відкриття пам'ятника. Спонсором виступив бізнесмен Хасім Шевкетович Меметов, власник торгового центру «Пасаж», розташований в історичному будинку Христова, перед яким пам'ятник і встановлений. Хоча міська влада і дали дозвіл на будівництво пам'ятника, проте через складнощі з оформленням документів пам'ятник довго не вдавалося внести до державного реєстру.

## Традиції
Пам'ятник є знаковою фігурою для мелітопольських шанувальників  авторської пісні. Двічі на рік, на день народження (25 січня) і день смерті Володимира Висоцького (25 липня) біля пам'ятника зустрічаються шанувальники його творчості і покладають до пам'ятника квіти. Часто в цих церемоніях бере участь  міський голова Мелітополя. Іноді прямо біля пам'ятника виступають мелітопольські  барди. Останні роки організацією цих заходів займається клуб мелітопольських співаків і музикантів «Творча майстерня»,.

## Цікаві факти
- Сам  Володимир Висоцький був у Мелітополі лише одного разу 28 квітня 1978[13] Офіційний сайт Фонду В. С. Висоцького, і дав концерт в  ДК Шевченка., Всього в 200 метрах від місця, де стоїть пам'ятник. Концерт був організований спонтанно, без попереднього узгодження з Висоцьким. Тим не менш, в зал на 1000 місць було продано 2000 квитків[14].